# プロハイラックス
プロハイラックス (Prohyrax) は、新生代中新世前期・中期にかけてのアフリカ大陸に棲息したハイラックスの絶滅した属。イワダヌキ目プリオハイラックス科に属する。

## 形態
肩高約37cm。現生のケープハイラックスなどよりも大型である。現生種は歩行時やや這うような姿勢をとるが、プロハイラックスの肘や膝、手首、足首の構造は、それとは異なり直立に近かった事を示している。また、四肢の長骨も真っすぐ伸びており、高い姿勢を維持していたとされる。頭骨は現生種に似るが、眼窩後縁が閉じており、また切歯後方の歯隙もかなり短い点が異なる。

## 分布
アフリカ大陸ナミビア、アリスドリフトより化石が出土。